# گالف هیل (میسیسیپی)
گالف هیل (به انگلیسی: Gulf Hills) مکانی در ایالت میسیسیپی کشور ایالات متحده آمریکا است که جمعیت آن در سرشماری سال ۲۰۱۰ میلادی، ۷٬۱۴۴
نفر بوده‌است.